# Mercato aperto (diritto medievale)
Il market overt o marché ouvert (termine del francese giuridico medievale che significa "mercato aperto") è un istituto giuridico del diritto medievale inglese che regola la successiva proprietà dei beni rubati. La regola è stata abolita in Inghilterra e Galles nel 1994, ma è ancora valida in alcune giurisdizioni di common law come Hong Kong e la British Columbia.
In generale, la vendita di beni rubati non conferisce titolo effettivo di proprietà all'acquirente (Nemo dat quod non habet). Tuttavia, secondo il marché ouvert, se le merci venivano vendute apertamente tra l'alba e il tramonto in specifici mercati designati, la provenienza non poteva essere messa in dubbio e si otteneva l'effettivo trasferimento del titolo di proprietà.
Il concetto nacque secoli fa, quando le persone non viaggiavano molto: se la vittima di un furto non si preoccupava di dare un'occhiata al mercato locale nel giorno di mercato (l'unico posto in cui era probabile che si trovasse la merce rubata), non era stata sufficientemente diligente.

## Abolizione in Inghilterra e Galles
La legge sulla vendita di beni (modifica) del 1994 (Sale of Goods (Amendment) Act), il cui obiettivo era l'abolizione del mercato aperto in Inghilterra e dei suoi equivalenti in Galles, è entrata in vigore nel gennaio 1995, abrogando la sezione 22(1) della legge sulla vendita di beni del 1979 e la sezione 47 delle Leggi nella legge 1542 del Galles.
Uno dei mercati designati era il Mercato di Bermondsey, nel quartiere di Southwark, a Londra. All'inizio degli anni '90 del XX secolo, diversi ritratti eseguiti da noti ritrattisti del XVIII secolo che erano stati rubati dal Lincoln's Inn furono venduti ciascuno per meno di 100 sterline da una bancarella esterna. Poiché erano stati venduti ai sensi del mercato aperto, l'acquirente poté evitare la denuncia e tenere i ritratti.